# Rašip Veliki
Koordinati:   43°46′44″N, 15°18′01″E
Rašip Veliki je nenaseljen otoček v Narodnem parku Kornati. Pripada Hrvaški.
Otoček leži okoli 2,5 km južno od južnega dela otoka Kornata. Površina je 0,258 km², dolžina obale meri 3,82 km. Najvišji vrh je visok 64 mnm.